# Locqueltas
Locqueltas (in bretone: Lokeltaz) è un comune francese di 1 615 abitanti situato nel dipartimento del Morbihan nella regione della Bretagna. Il territorio comunale è bagnato dal fiume Auray.

## Società

### Evoluzione demografica
Abitanti censiti